# Les Deux Magots

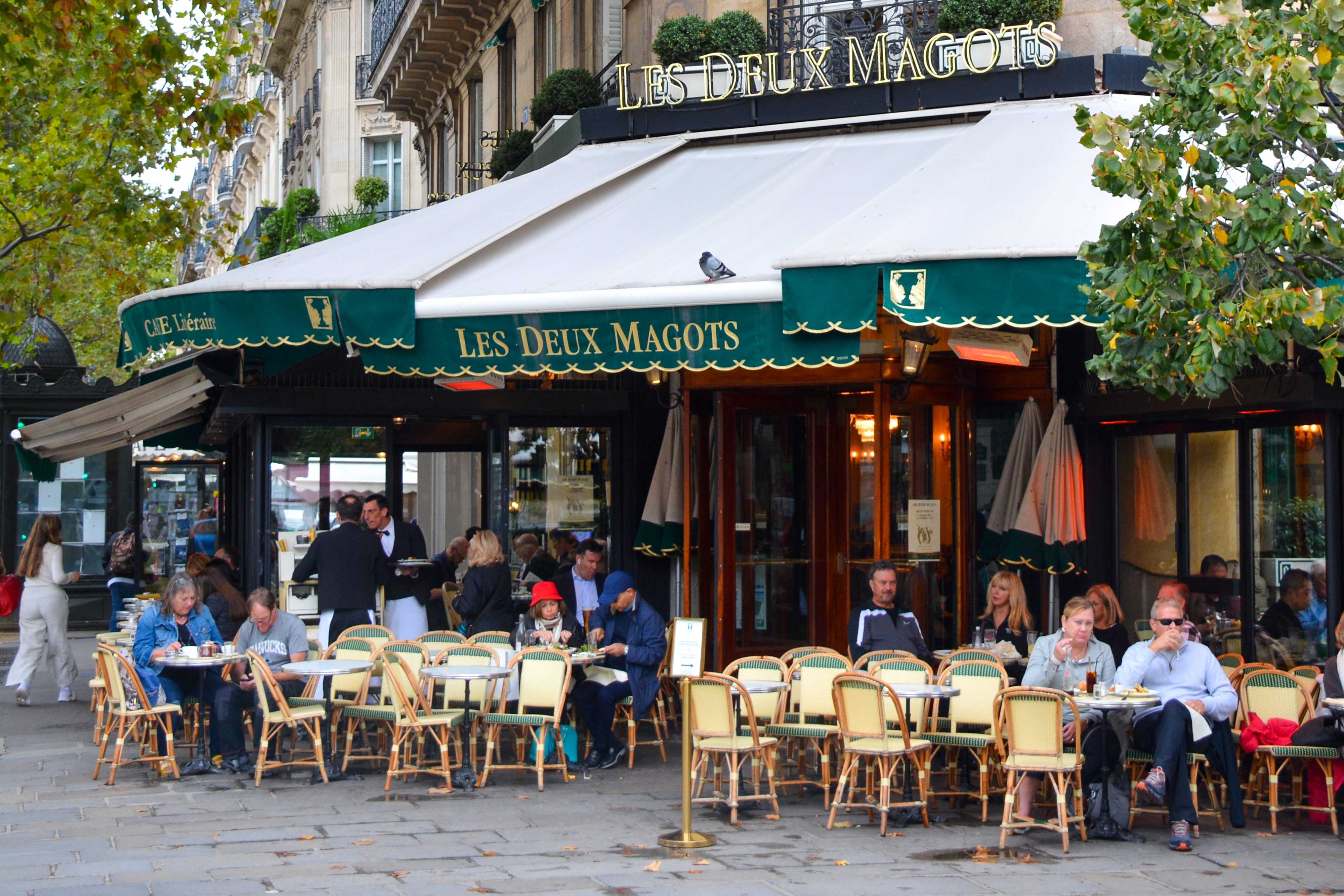
Terrasse del caffè Les Deux Magots

Les Deux Magots è un caffè parigino del quartiere di Saint-Germain-des-Prés, nel VI arrondissement.

## Storia

### Origine del nome

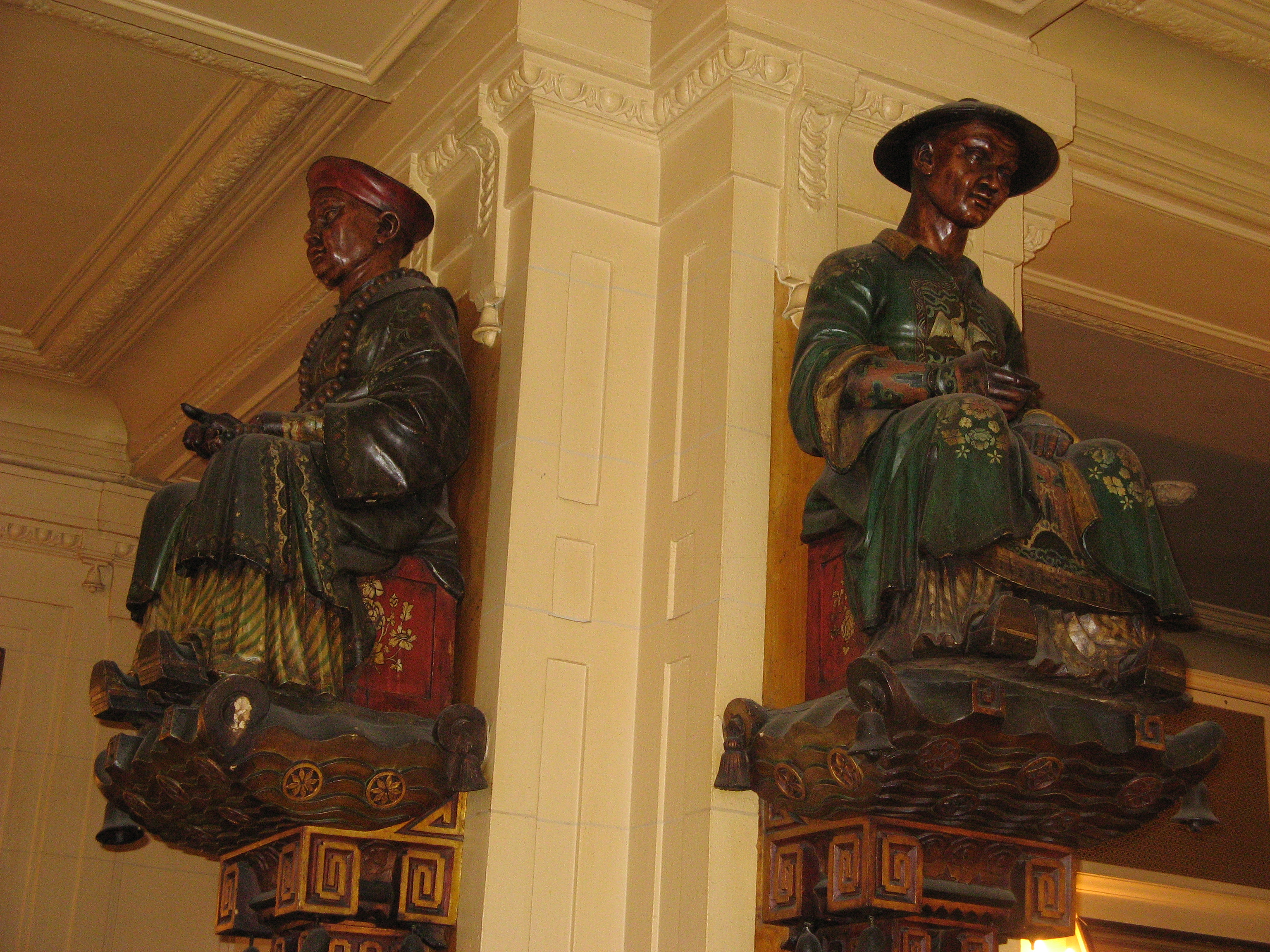
Le statuette dei due magots, all'interno del locale

Il termine Magot in francese indica una statuetta tarchiata dell'Estremo Oriente, in porcellana, pietra o giada. Les Deux Magots era l'insegna di un magasin de nouveautés che occupava dal 1812 i locali del numero 23 di rue de Buci, e che vendeva telerie di seta; perciò i magots evocavano il paese d'origine del tessuto. 
Questo nome era ispirato ad una pièce teatrale di successo dell'epoca, intitolata Les Deux Magots de la Chine. Nel 1873, il negozio fu trasferito nei locali di place Saint-Germain-des-Prés, dove ora si trova il caffè dei Deux Magots.

### La nascita del caffè e della leggenda letteraria
Nel 1884 il negozio lasciò il posto ad un caffè liquoriste con stessa insegna. Vari scrittori come Paul Verlaine, Arthur Rimbaud e Stéphane Mallarmé presero l'abitudine di incontrarvisi per bere l'Assenzio. Il caffè Les Deux Magots cominciò così ad avere un ruolo importante nella vita culturale parigina.
Nel 1914 Auguste Boulay rilevò l'esercizio (che era sull'orlo del fallimento) per 400 000 franchi. Negli anni venti il caffè divenne un ritrovo dei surrealisti sotto l'egida di André Breton, ben prima che gli esistenzialisti facessero l'alba nelle caves del quartiere.
Nel 1933 un gruppetto di amici surrealisti seduti nella terrasse del Caffè appresero che il premio Goncourt era stato conferito ad André Malraux per il suo romanzo La condizione umana (La Condition humaine). Ritenendo questo premio troppo accademico, questi surrealisti decisero di fondare il loro premio letterario che chiamarono prix des Deux Magots. I Deux Magots saranno in seguito frequentati da molti artisti celebri fra cui Elsa Triolet, André Gide, Jean Giraudoux, Picasso, Wilfredo Lam, Fernand Léger, Jacques Prévert, Ernest Hemingway, Jean-Paul Sartre, Milena Milani, Simone de Beauvoir, Man Ray, Albert Camus, Raymond Queneau e Umberto Eco.

### Oggi
Dal 1914 i Deux Magots sono rimasti nella gestione della stessa famiglia. Dal 1993 è Catherine Mathivat, "trisnipote" di Auguste Boulay, che è direttrice del locale.
Oggi al mondo degli artisti, fra gli habitué, si è aggiunto anche quello della moda e della politica.
Volendo perpetuare le tradizioni, i camerieri del Caffè vestono una giacca nera e un grembiule bianco e il servizio è fatto su di un vassoio. La tradizione si conserva anche nelle preparazioni: così la cioccolata è tuttora fatta "all'antica", ovvero a partire dai quadretti di tavoletta.